# 小田村 (佐賀県)
小田村（おだむら）は、佐賀県杵島郡にあった村。現在の杵島郡江北町の一部にあたる。

## 地理
聖岳山麓の丘陵地と、それに続く南部の六角川北岸平坦地に位置していた。

## 歴史
- 江戸時代、小田村は佐賀本藩領で杵島郡横辺田郷に所属[2]。北部を上小田村、南部を下小田村と称した[2]。上小田村の枝村に長崎街道小田宿があり小田町とも称した[2]。
- 1889年（明治22年）4月1日、町村制の施行により、杵島郡上小田村、下小田村が合併して村制施行し、小田村が発足[1][2]。旧村名を継承した上小田、下小田の2大字を編成[2]。
- 1932年（昭和7年）4月1日、杵島郡山口村、佐留志村と合併し、江北村を新設して廃止された[1][2]。合併後、江北村大字上小田・下小田となる[2]。

### 地名の由来
次の諸説あり。
1. 『和名抄』に記載の多駄（ただ）郷の遺称。
2. 「黒髪山本紀」記載の（住ノ江）の中間に小戸があり」の小戸が小田である。

## 産業
- 農業、商業[2]

## 交通
- 1895年（明治28年）村域の中央部を九州鉄道長崎線が開通[2]。
- 1930年（昭和5年）有明線（現長崎本線）が鹿島まで開通[2]。